# Niveau d'autonomie d'un véhicule automobile
Le niveau d'autonomie d'un véhicule permet de déterminer les capacités d'un véhicule à circuler en se substituant plus ou moins au conducteur, et les conditions de cette autonomie.
Cette capacité d'autonomie peut être réduite à certaines conditions (ville, autoroute, zones de stationnement par exemple).
Un niveau d'autonomie est défini par différents critères établis par des organismes nationaux ou internationaux tels que la National Highway Traffic Safety Administration (NHTSA), l'Organisation internationale des constructeurs automobiles (OICA) et la SAE International. Ces classifications diffèrent notamment à partir du niveau 3.

## Contexte
La conduite automobile est une activité sensori-motrice consistant à faire fonctionner une automobile dans le but de se déplacer. Elle peut être également définie comme une activité collective dans un espace social. Elle est soumise à des règles : le code de la route et celles du savoir-vivre et savoir-être. Elle nécessite des savoirs et des savoir-faire (interprétations, techniques et manipulations) édictés en France par le Programme National de Formation (PNF), remplacé par le REMC (Référentiel pour l'Éducation à une Mobilité Citoyenne) depuis le 5 aout 2014. Sur les routes ouvertes à la circulation, elle est subordonnée à l'obtention d'un permis de conduire.

### Législations nationales
Le code de la route est un ensemble de règles de conduite et de circulation qui régit le déplacement de véhicule avec ou sans moteur, de piétons ou animaux.
Chaque pays a ses propres législations nationales, codifiées dans le code de la sécurité routière au Québec et dans le code de la route en France.
En France, le premier code a été décrété le 27 mai 1921 par la république française et a subi diverses modifications.
La signalisation routière est un ensemble de signes implantés sur les routes afin d’informer, de prévenir et de guider les personnes circulant sur les routes. Il existe deux grandes catégories de signalisation routière: la signalisation verticale qui comprend l’ensemble des panneaux et des feux tricolores et la signalisation horizontale qui comprend toutes les marques au sol. La signalisation peut varier suivant les pays.

### Autorisation et législation
Les autorisations de circulation et les législations sont définies par la convention de Vienne de 1968 sur la circulation routière pour plus de 80 pays. Elle a subi une évolution en 2016 à la suite du développement des voitures autonomes par la Commission économique pour l'Europe des Nations unies(CEE-ONU ou en anglais UNECE) qui permet désormais d’autoriser les véhicules de niveau 3 et en deçà. Cette convention impose également la présence d’un conducteur et la possibilité pour lui d’avoir le contrôle sur son véhicule et d’en rester maître.
La Commission économique pour l'Europe des Nations unies a notamment défini le règlement sur le système automatisé de maintien dans la voie.
Plusieurs essais sur routes sont déjà en cours et certains pays ont modifié leur loi ou prévu de le faire. On peut citer par exemple l’Allemagne

## Classification
Afin de pouvoir classifier les niveaux d’autonomies des logiciels embarqués pour la conduite autonome, deux classements ont été mis en place, un pour le système américain imaginé par l’agence fédérale américaine NHTSA et un autre pour l’Europe par l’OICA. Chacun comporte un nombre de niveaux spécifique.

### Classification NHTSA
La classification NHTSA (National Highway Traffic Safety Administration) comporte 5 niveaux allant de 0 à 4. Les 3 premiers niveaux d’autonomie ne peuvent pas rendre responsable le véhicule d'éventuels incidents, il ne s’agit simplement que d’aides à la conduite.

#### Niveau 0
À ce niveau tout est manuel, le véhicule ne propose aucune autonomie vis-à-vis du conducteur. Il dispose simplement de mécanismes d’avertissement pour l’aider dans sa conduite et ses manœuvres tel que le radar de recul, voyants lumineux, etc. Le logiciel embarqué agit donc simplement comme un assistant.

#### Niveau 1
Dans ce niveau, une fonction primaire du véhicule peut être prise en charge par le conducteur mais pas entièrement. La voiture ne peut prendre en charge qu’une seule dimension du guidage, longitudinale ou transversale. Le conducteur peut donc confier l’un ou l’autre au véhicule qui le gérera tout seul. Cependant le conducteur reste à tout moment responsable des manœuvres sur lesquels il peut reprendre la main totale sur la conduite à tout instant.
Des exemples d’assistance de niveau 1 : 
- Le régulateur adaptatif.
- Lane departure warning : littéralement « Avertissement de dépassement de voie » si le véhicule franchit la ligne blanche, un signal sonore retentit.

#### Niveau 2
À ce niveau le véhicule peut se mouvoir en autonomie dans les deux dimensions de conduite et le conducteur prend le rôle de surveillant. Il reste toujours responsable des manœuvres aussi automatisées qu'elles soient et peut intervenir à tout moment pour interrompre une manœuvre risquée.
Un exemple d’assistance de niveau 2 : 
- L’assistance au stationnement.

À l'échelle mondiale, en 2016, 22 modèles de 8 fabricants sont dotés de fonctionnalités de niveau 2 au sens du SAE.
De ce fait, en 2016, un million de véhicules européens sont équipés d'une fonction Traffic Jam Assist de niveau 2, correspondant à 6,5% des 15,13 millions de voitures vendues en Europe occidentale.
La fonction DCAS correspond aussi à une conduite de niveau 2. En Europe, elle est réglementée par le règlement 171.

#### Niveau NHTSA 3
Ce niveau est un cran au-dessus du niveau précédent car il permet temporairement aux conducteurs de déléguer la conduite et baisser son niveau de vigilance et effectuer d’autres tâches. Le véhicule peut toujours gérer la conduite sur les 2 dimensions de guidage. Cependant le conducteur doit s’assurer que les conditions nécessaires à cette autonomie soient présentes, le cas échéant il devra reprendre le contrôle.
Un exemple d’assistance de niveau 3 :
- Conduite dans les embouteillages, comme l'Automated Lane Keeping  System sur autoroute jusqu'à un maximum de 60 km/h.

Dans ce cas, une demande de transition initie le transfert de la tâche de conduite dynamique du système (commande automatisée) au conducteur humain (commande manuelle). Cette demande est émise par le système à l’intention du conducteur humain.
Dans le cas de l'ALKS, une demande de transition peut notamment survenir en cas d'un événement imprévu mais vraisemblable, ou en cas d’événement prévu et peut-être si les véhicules sont trop éloignés jusqu’à ne plus former un embouteillage[pas clair].

#### Niveau NHTSA 4
À ce stade, l’autonomie du véhicule est quasi-totale. Il peut prendre l’ensemble des fonctionnalités de conduite sous sa charge et ne requiert pas la supervision du conducteur. Le véhicule est le seul responsable durant ces manœuvres sans surveillance.
Un exemple du Niveau 4 : 
- le Valet-Parking qui permet aux véhicules de se diriger vers un point, cependant le conducteur reste celui en charge d’activer ou non cette fonctionnalité

### Classification OICA
L'Organisation internationale des constructeurs automobiles comporte 6 niveaux, soit 1 niveau de plus que le NHTSA, elle divise le niveau américain 3 en 2 niveaux, 3 et 4. Les niveaux 0, 1 et 2 sont identiques à la classification de NHTSA montrée précédemment.

#### Niveau OICA 3
À ce niveau, le conducteur peut déléguer la conduite dans des situations précises.
Le conducteur pourra donc faire d’autres tâches pendant qu’il est dans un véhicule coincé dans les bouchons.
Cependant si le véhicule indique son incapacité à gérer la situation, le conducteur devra être prêt à reprendre la conduite
Un exemple assistance niveau 3 :
- La fonction “embouteillage” du XC90 Volvo qui se place dans cette catégorie (voir aussi système automatisé de maintien dans la voie)

#### Niveau OICA 4
Dans un contexte limité, et une situation prédéfinie, le véhicule est capable de se déplacer sans conducteur. On peut prendre l’exemple d’un véhicule capable d’aller se garer dans un parking. Il pourra également revenir chercher son conducteur le moment venu.
En novembre 2021, la société Easymile obtient la première autorisation en Europe pour opérer des navettes de niveau 4 d’autonomie sur le site de l'Oncopole de Toulouse, en avance sur le cadre réglementaire définitif autorisant la circulation de véhicules autonomes sur la voie publique en France, à partir de septembre 2022. Cette première ligne est desservie par une navette EZ10 d'Easymile supervisée à distance sur une liaison de 600 m entre le parking de l'oncopole et l'hôpital, sans aucune présence humaine ni pour conduire ni pour contrôler.

#### Niveau OICA 5
La voiture n'a plus besoin d'homme pour se déplacer et devient donc un taxi sans humain... L'Homme communique donc avec elle mais ne prend plus les commandes, ce niveau n'est pas répertorié dans le système de classement américain.

## Niveau 2+
Le SAE considère qu'il existe également un niveau 2+ qui sans être un niveau 3 en serait proche, sans pouvoir être qualifié de niveau 3.
L'Ultra Cruise est une technologie qui permet au véhicule de conduire, sous la supervision du conducteur, sur 95 % des scénarios sur un réseau routier dont la longueur mesurée en miles (unité locale) s'élève aux États-Unis et au Canada, à deux millions dès 2023. Elle reste classée au niveau 2.